# Ельфвалд II
Ельфвалд ІI (*Ælfwald II, д/н — 808) — король Нортумбрії у 806—808 роках.

## Життєпис
Про походження нічого невідомо. У 806 році очолив повстання проти короля Ердвульфа, ставши сам володарем Нортумбрії. Про його володарювання майже нічого невідомо: є згадки в деяких хроніках, а також знайдено монети поблизу Йорка. За деякими відомостями загинув у боях з норманами, втім це достеменно не підтверджено. Після смерті у 808 році Ельфвалда II на трон повернувся Ердвульф.